# Wilhelm Maurenbrecher
Wilhelm Maurenbrecher, nacido Karl Peter Wilhelm Maurenbrecher (21 de diciembre de 1838, Bonn - 6 de noviembre de 1892 , Leipzig), fue un historiador alemán.

## Biografía
Wilhelm Maurenbrecher estudió en la Universidad de Berlín y la Universidad de Múnich bajo la dirección de Leopold von Ranke y Heinrich von Sybel. Investigó en el Archivo General de Simancas.
En 1867 fue nombrado profesor de la Universidad de Tartu. Luego enseñó en la Universidad de Königsberg en 1869, la Universidad de Bonn desde 1877 y en la Universidad de Leipzig desde 1884.
Maurenbrecher fue el primer historiador protestante, quien escribió sobre el movimiento de la reforma católica.
Colaboró con la revista Historische Zeitschrift, revista bimestral de historia fundada en 1859 por Heinrich von Sybel en la Universidad de Múnich.

## Obra
- Karl der V. und die deutschen Protestanten, Düsseldorf 1865
- England im Reformationszeitalter, Düsseldorf 1866
- Studien und Skizzen zur Geschichte der Reformationszeit, Leipzig 1874.
- Geschichte der katholischen Reformation, Bd. I, Nördlingen 1880.
- Die preußische Kirchenpolitik und der Kölner Kirchenstreit, Stuttgart 1881.
- Estudios sobre Felipe II, 1887.[2]
- Geschichte der deutschen Königswahlen, Leipzig 1889.
- Geschichte der Gründung des Deutschen Reiches 1859–1870, Leipzig 1892.